# جزيرة ليما
جزيرة ليما وهي جزيرة من جزر إندونيسيا، وتقع في المحيط الهندي غرب جاوه، في إقليم بنتن.